# 46270 Margaretlandis
46270 Margaretlandis este o planetă minoră (asteroid), cu un diametru de 7,323 km, din Outer Main Belt⁠(d). A fost descoperită pe 26 aprilie 2001 la Stația Anderson Mesa de Lowell Observatory Near-Earth-Object Search. 
Obiectul prezintă o orbită caracterizată de o semiaxă mare de 3,2246771216673 UAi, o excentricitate de 0,12900408189292, o înclinație de 1,9065129278092 ° în raport cu ecliptica.